# 남규희 (배우)
남규희(1999년 10월 6일 ~ )는 대한민국의 배우이다.

## 학력
- 동국대학교 연극학부

## 출연작

### 영화
- 《기억의 시간》 (2021년)

### 드라마
- 《S라인》 (2025년, Wavve) - 김혜영 역
- 《24시 헬스클럽》 (2025년, KBS2) - 김예진 역
- 《바니와 오빠들》 (2025년, MBC) - 권보배 역
- 《나미브》 (2025년, ENA) - 장윤희 역
- 《그래, 그랬구나》 (2023년, 웹드라마) - 배우리 역
- 《펌킨타임》 (2021년, 웹드라마)
- 《모꼬지 치킨》 (2021년, 웹드라마) - 오로인 역
- 《이벤트를 확인하세요》 (2021년, MBC) - 노효정 역
- 《연애혁명》 (2020년, 웹드라마) - 방예슬 역

### 뮤직비디오
- 저스틴 - PSYCHO